# Smeltalė
Smeltalė je řeka na západě Litvy, která se vlévá do Kurského zálivu, do jeho vedlejšího zálivu jménem Malkų įlanka ve městě Klaipėda. Pramení 1 km na jihozápad od vsi Baukštininkai, 9 km na severoseverovýchod od Klaipėdy. Teče zpočátku směrem na jihozápad, protéká vsí Leliai, kde se do ní zprava vlévá potok Vėžių upelis a řeka se zde stáčí směrem jihojihovýchodním. Na západ od obce Jakai přes ni vede dálnice A1, dále se do ní zleva vlévá říčka Smeltaitė, protéká zahrádkářskou osadou zaměstnanců klaipėdských jatek, ve které se kříží se silnicí č. 227 Jakai - Dovilai, teče zprava podél cesty do Rimků a tamtéž přes ni vede most zrušené úzkokolejné železniční trati, která vedla z Rimků přes tuto a další dvě zahrádkářské osady do Gargždů. Poté protéká lesíkem, neobyčejně hustě osídleným jarní hajní květenou, zejména sasankou hajní, dalšími druhy sasanek, plicníků, mokrýšů, parazitických podbílků, orsejů, křivatců a dalších. V tomto lesíku je pramen, napájený z podloží blízkého kopce jménem Rimkai (36,1 m n. m.) na pravém břehu. Za tímto lesíkem řeka kříží cestu ze zahrádkářské kolonie do Rimků, u vsi Budelkiemis přibírá zleva potok Kirnupalis, dále míjí zleva ves Toleikiai, protéká pod mostem u křižovatky silnice č. 141 Jakai - Šilutė se silnicí Rimkai - // - Ketvergai - Šernai - Agluonėnai a odbočky do vsi Laistai, dále ji překlenuje most železniční trati Klaipėda - Šilutė, protéká zahrádkářskou kolonií Laistai, dále ji překlenuje most železniční odbočky (Rimkai) - Laistai - // - překladové nádraží "Draugystė" - terminál mezinárodních trajlerů. Při řece jsou dvě hradiště: na levém břehu Laistų piliakalnis, na pravém břehu Žardės piliakalnis a ves Žardė. Dále ji překlenuje most cesty Laistai - Žardė, pravé přítoky Žardupė, Kretainis, dále kříží prospekt "Taikos prospektas", protéká zahrádkářskou kolonií, kříží prospekt "Jūrininkų prospektas", ulici "Minijos gatvė", míjí městskou čtvrť Smeltė na levém břehu, kříží ulici "Nemuno gatvė", zde se silně rozšiřuje a tvoří přístav soukromých člunů a malých soukromých lodí a vlévá se do zálivu Malkų įlanka, který je vedlejším zálivem Kurského zálivu ve městě Klaipėda přímo naproti terminálu mezinárodních trajlerů (ten se po otevření v roce 1986 vsunul mezi ostrov Kiaulės Nugara (dosl. "Hřbet Prasnice") a ústí řeky Smeltalė).

## Přítoky

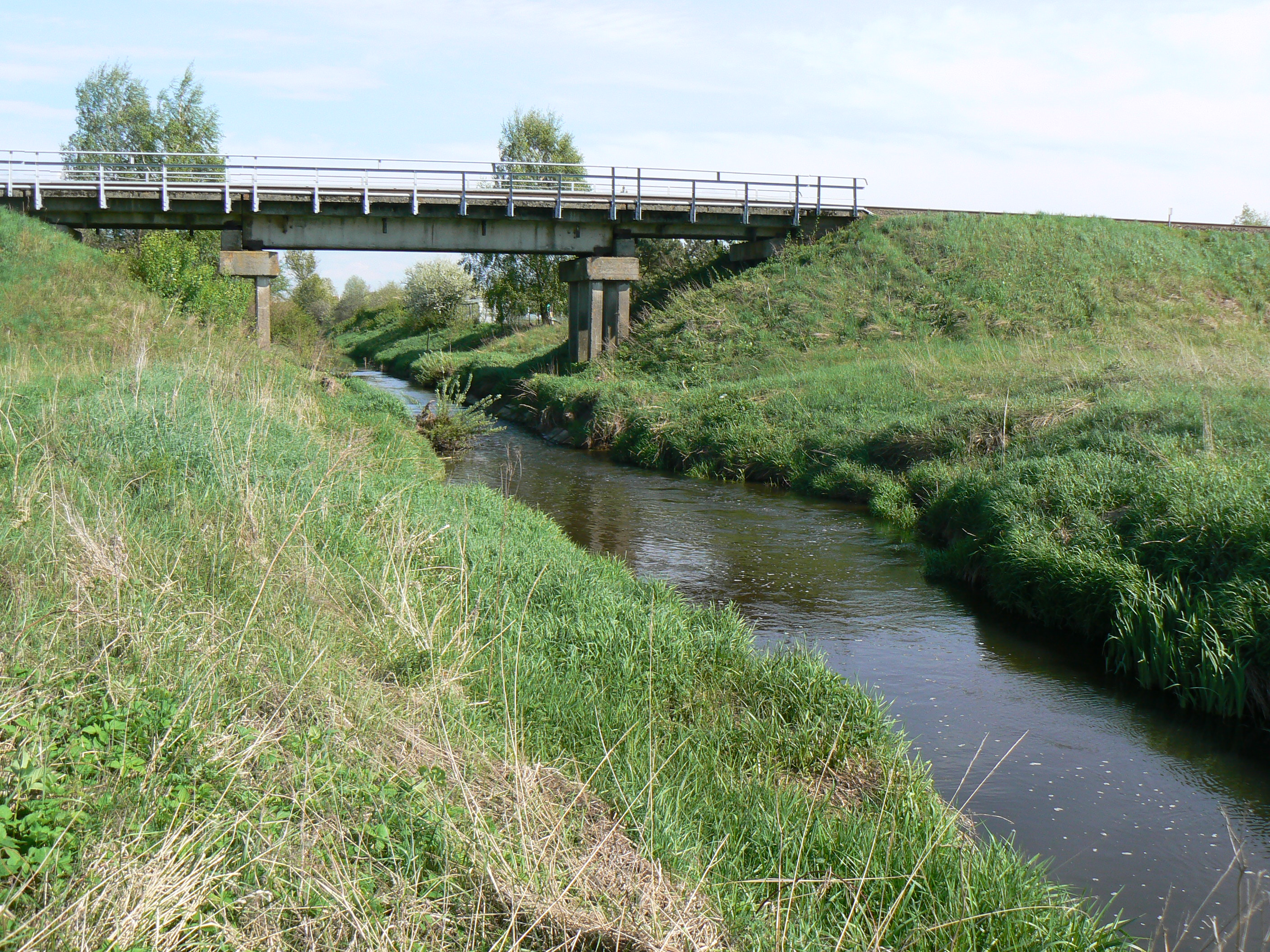
Most přes řeku u zahrádkářské kolonie Laistů, trať Rimkai – překladové nádraží Draugystė

- Levé:

| Hydrologické pořadí | Řeka                  | Délka (km) | Povodí (km²) | Vzdálenost od ústí (km) | Ústí kde       | Koordináty ústí                  |
| ------------------- | --------------------- | ---------- | ------------ | ----------------------- | -------------- | -------------------------------- |
| 20010330            | Smeltaitė             | 12,8       | 32,1         | 12,8                    | Jakai          | 55°41′42″ s. š., 21°14′39″ v. d. |
| 20010340            | Tolupis               | 4,3        | 6,2          | 10,9                    | Kiškėnai       | 55°40′50″ s. š., 21°15′6″ v. d.  |
| 20010350            | Kirnupalis            | 6,5        | 15,4         | 7,3                     | Toleikiai      | 55°39′10″ s. š., 21°14′31″ v. d. |
| 20010360            | S - 3                 | 4,6        | 4,1          | 6,3                     | Rimkai/Laistai | 55°38′55″ s. š., 21°13′53″ v. d. |
| 20010370            | S - 1 (Laistų upelis) | 3,8        | 4,6          | 3,3                     | Žardė          | 55°38′56″ s. š., 21°11′13″ v. d. |

- Pravé:

| Hydrologické pořadí | Řeka               | Délka (km) | Povodí (km²) | Vzdálenost od ústí (km) | Ústí kde    | Koordináty ústí                  |
| ------------------- | ------------------ | ---------- | ------------ | ----------------------- | ----------- | -------------------------------- |
| 20010320            | Vėžių upelis       | 3,1        | 8,1          | 16,1                    | Leliai      | 55°43′6″ s. š., 21°13′9″ v. d.   |
|                     | Budelkiemio upelis | 0,7        |              | 5,4                     | Budelkiemis | 55°39′3″ s. š., 21°13′17″ v. d.  |
|                     | Žardupė            | 1,1        |              | 3,3                     | Žardė       | 55°38′56″ s. š., 21°11′13″ v. d. |
| 20010380            | Kretainis          | 5,7        | 14,0         | 3,1                     | Žardė       | 55°38′57″ s. š., 21°11′7″ v. d.  |
|                     | S - 2              | 4,5        | 9,5          | 1,2                     | Klaipėda    | 55°39′52″ s. š., 21°10′1″ v. d.  |